# Transhumanism

Den transhumanistiska symbolen "h+".

Transhumanism är en internationell och kulturell rörelse som förespråkar användandet av teknik för att förbättra och utöka människans mentala och fysiska egenskaper. Enligt transhumanismen har människan onödiga svagheter som leder till handikapp, lidande, sjukdom, åldrande och död. Det är dessa svagheter man vill övervinna. Transhumanistiska tänkare studerar utvecklingen och användandet av teknik som kan användas för att förbättra människan, samt vilka möjligheter och konsekvenser som är förknippade med detta.
Transhumanism ses ofta som en synonym till mänsklig förbättring. Nära förknippad med strömningen är organisationen Humanity+ (H+ eller h+). Den första kända användningen av termen "transhumanism" är från 1957. Begreppets nutida betydelse etablerades under 1980-talet, när futurister i USA började organisera vad som sedan dess har vuxit till den transhumanistiska rörelsen. Enligt transhumanistiska tänkare kan människan så småningom komma att få så pass utökade förmågor att termen ”post-människa” blir mer lämplig än ”människa”. Alternativa begrepp för transhumanism är därför "posthumanism" eller en form av transformationell aktivism inspirerad av posthumanistiska ideal.
Frågan kring hur en transformerad framtida mänsklighet i så fall kommer att se ut, har intresserat en rad anhängare och kritiker från ett antal olika perspektiv och discipliner. Transhumanism har av en kritiker, Francis Fukuyama, beskrivits som ”världens farligaste idé”, vilket bemöttes med uttalandet att det är en "rörelse som är ett idealt exempel på de mest våghalsiga, modiga, fantasifulla och idealistiska strävandena hos mänskligheten".
Vissa författare menar att mänskligheten redan kan betraktas som transhuman, då teknologiska framsteg under de senaste århundradena har avsevärt förändrat vår art. Det skulle dock inte vara på ett medvetet sätt och således inte enligt transhumanistiska principer.